# Lujo Tončić-Sorinj
Lujo Tončić-Sorinj, avstrijsko-hrvaški pravnik, diplomat in politik, * 12. april 1915, Dunaj, † 20. maj 2005, Salzburg.
Tončić-Sorinj je bil minister za zunanje zadeve Avstrije (1966-1968) in generalni sekretar Sveta Evrope (1969-1974).